# Glenn Whittaker
Glenn Whittaker (* 16. Juli 1971) ist ein ehemaliger südafrikanischer Squashspieler.

## Karriere
Glenn Whittaker spielte von Anfang der 1990er- bis Anfang der 2000er-Jahre auf der PSA World Tour und gewann auf dieser vier Titel. Seine höchste Platzierung in der Weltrangliste erreichte er mit Position 28 im Februar 2000. 1999 erzielte er mit dem Einzug in die zweite Runde der Weltmeisterschaft sein bestes Abschneiden bei diesem Turnier. Mit der südafrikanischen Nationalmannschaft nahm er 1995, 1997, 1999 und 2001 an Weltmeisterschaften teil. Er gehörte außerdem bei den Commonwealth Games 1998 und den Afrikaspielen 2003 zum südafrikanischen Kader. Bei letzteren sicherte er sich mit der südafrikanischen Mannschaft die Silbermedaille. In den Jahren 1995, 1996, 1998 und 2001 wurde er südafrikanischer Meister.

## Erfolge
- Gewonnene PSA-Titel: 4
- Afrikaspiele: 1 × Silber (Mannschaft 2003)
- Südafrikanischer Meister: 4 Titel (1995, 1996, 1998, 2001)